# Real Giulianova
Real Giulianova (wł. Real Giulianova Società Sportiva Dilettantistica a r.l.) – włoski klub piłkarski, mający siedzibę w mieście Giulianova, we wschodniej części kraju, grający od sezonu 2018/19 w rozgrywkach Serie D.

## Historia
Chronologia nazw:
- 1924: Società Sportiva Giuliese
- 1929: Società Sportiva Pro Italia
- 1933: Federazione Sportiva Giuliese
- 1936: Società Polisportiva Castrum
- 1939: Associazione Sportiva Giulianova
- 1948: Freccia d'Oro – po reorganizacji klubu
- 1951: Società Polisportiva Giulianova
- 1979: Giulianova Calcio
- 2012: klub rozwiązano
- 2012: Associazione Sportiva Dilettantistica Città di Giulianova 1924
- 2016: klub rozwiązano
- 2016: Associazione Sportiva Dilettantistica Real Giulianova – po reorganizacji klubu ASD Castellalto
- 2018: Real Giulianova Società Sportiva Dilettantistica a r.l.

Klub sportowy SS Giuliese został założony w miejscowości Giulianova 7 grudnia 1924 roku. Początkowo zespół rozgrywał jedynie mecze towarzyskie. W sezonie 1926/27 zespół debiutował w rozgrywkach Terza Divisione Abruzzo (D4), ale potem zrezygnował z występów w mistrzostwach i znów grał mecze towarzyskie. W 1929 klub przyjął nazwę SS Pro Italia. W 1933 klub zmienił nazwę na Federazione Sportiva Giuliese, a w 1936 na SP Castrum. W 1939 z nazwą AS Giulianova awansował na rok do Serie C. W latach 1945–1948 ponownie występował w Serie C, a po spadku przyjął nazwę Freccia d'Oro i startował w Prima Divisione Abruzzo (D5). W 1951 zmienił nazwę na SP Giulianova. W 1970 po raz trzeci awansował do Serie C. W 1978 po kolejnej reorganizacji systemu lig klub został zakwalifikowany do Serie C2 (D4). W 1979 nazwa klubu została zmieniona na Giulianova Calcio, a w 1980 klub otrzymał promocję do Serie C1, w której grał przez dwa sezony. Od 1996 do 2007 ponownie występował w Serie C1. Sezon 2009/10 spędził w Lega Pro Prima Divisione (D3). W 2012 klub zrezygnował z dalszych występów i ogłosił upadłość.
W 2012 roku klub ASD Cologna Paese przyjął nazwę ASD Città di Giulianova 1924 i startował w rozgrywkach Eccellenza Abruzzo, awansując następnie do Serie D (D5). W 2013 roku inny miejski klub ASD Giuliesi per sempre przejął aktywa zbankrutowanego klubu, w tym logo i trofea, oraz został przemianowany na ASD Giulianova Calcio. Klub na dwa lata do 2015 roku zezwolił drużynie ASD Città di Giulianova 1924 na tymczasowe używanie logo. Ale po zakończeniu sezonu 2015/16, w którym uzyskał 17.miejsce w grupie F Serie D i został zdegradowany do Eccellenza Abruzzo, z powodów długów zaprzestał swoja działalność.
Wkrótce, klub ASD Castellalto z pobliskiej miejscowości Castellalto przeniósł swoją siedzibę do Giulianovy i 30 czerwca 2016 roku przyjął nazwę ASD Real Giulianova, startując w Promozione Abruzzo (D6). W sezonie 2016/17 zwyciężył w grupie A Promozione Abruzzo i awansował do Eccellenza Abruzzo. W następnym sezonie zdobył promocję do Serie D. 27 czerwca 2018 klub zmienił nazwę na Real Giulianova SSD.

## Barwy klubowe, strój
|  |  |

Klub ma barwy żółto-czerwone. Zawodnicy domowe spotkania zazwyczaj grają w pasiastych pionowo żółto-czerwonych koszulkach, białych spodenkach oraz białych getrach.

## Sukcesy

### Trofea międzynarodowe
Nie uczestniczył w rozgrywkach europejskich (stan na 31-05-2020).

### Trofea krajowe
| \| \| Zdobyte trofea w rozgrywkach Włoch (stan na: 31-08-2020) \| |                                                          |      |          |
| Rozgrywki                                                         | Osiągnięcie                                              | Razy | Sezon(y) |
| · Mistrzostwo                                                     | I miejsce                                                | 0    |          |
| · Mistrzostwo                                                     | II miejsce                                               | 0    |          |
| · Mistrzostwo                                                     | III miejsce                                              | 0    |          |
| · Puchar                                                          | zdobywca                                                 | 0    |          |
| · Puchar                                                          | finalista                                                | 0    |          |
| · Puchar                                                          | 1/128 finału                                             | 1    | 2009/10  |
| II liga                                                           | I miejsce                                                | 0    |          |
| II liga                                                           | II miejsce                                               | 0    |          |
| II liga                                                           | III miejsce                                              | 0    |          |
| Włochy                                                            | Zdobyte trofea w rozgrywkach Włoch (stan na: 31-08-2020) |      |          |

- Serie C (D3):
  - wicemistrz (1x): 1972/73 (B)

- Serie D/Serie C2 (D4):
  - mistrz (1x): 1970/71 (D), 1979/80 (C)

## Piłkarze, trenerzy, prezydenci i właściciele klubu

### Prezydenci
- 1924–1929:  Alfonso Migliori

...
- od 2016:  Luciano Bartolini

## Struktura klubu

### Stadion
Klub piłkarski rozgrywa swoje mecze domowe na Stadio Rubens Fadini w mieście Giulianova o pojemności 4 347 widzów.

### Derby
- US Anconitana
- Ascoli Calcio 1898 FC
- Avezzano Calcio
- Chieti FC 1922
- Fermana FC
- Lanciano Calcio 1920
- SS Sambenedettese
- Teramo Calcio